# Gobernador Gregores
Gobernador Gregores es una ciudad en la región de la Patagonia, en el departamento Río Chico, en la provincia de Santa Cruz en Argentina.

## Historia
Gobernador Gregores (en homenaje al gobernador del Territorio Nacional de Santa Cruz entre 1932 y 1945, Juan Manuel Gregores), ubicado en un paso o vado del torrentoso río Chico y resguardado de los fríos vientos por su ubicación en el Valle del Río Chico, fue un aik o parador de los aonikenk hasta inicios del siglo XX. Luego comenzó a ser poblado por gente con orígenes europeos recibiendo entonces el nombre de Cañadón León. En la zona se destacaría Facón Grande, uno de los líderes de la segunda huelga de peones rurales que abarcó casi todo el territorio de Santa Cruz a fines de 1921, conocidas comúnmente como la Patagonia Rebelde. Se dice que Facón Grande dejó unos carros con lanas (conocidos en la zona como chatas) abandonadas un lugar en donde un año después llegaría un austriaco de nombre José Kuney Posne para establecer una herrería que hoy es conocida como "Herreria La Fundadora", que luego sería Cañadón León, pronto en las cercanías de la herrería llegaría más gente a establecer chacras como Mario Brizic, Mariano Pejkovic, Luis Sánchez, entre otros 

## Parque nacional Perito Moreno
El parque nacional dista 220 km de Gobernador Gregores, que se encuentra sobre la Ruta Provincial 37. Desde esta localidad hasta el parque hay 130 km de camino consolidado y 90 km de camino secundario.

## Clima
El clima es frío y seco. En febrero se promedian 14 °C, mientras que en julio la media es de 0 °C. Las precipitaciones son de unos 200 mm anuales. Los extremos térmicos son de 33.7 °C en verano y -22.4 °C en invierno.
| Parámetros climáticos promedio de Gobernador Gregores (extremas 1951–1960 y 1970–2014)                                               | Parámetros climáticos promedio de Gobernador Gregores (extremas 1951–1960 y 1970–2014) | Parámetros climáticos promedio de Gobernador Gregores (extremas 1951–1960 y 1970–2014) | Parámetros climáticos promedio de Gobernador Gregores (extremas 1951–1960 y 1970–2014) | Parámetros climáticos promedio de Gobernador Gregores (extremas 1951–1960 y 1970–2014) | Parámetros climáticos promedio de Gobernador Gregores (extremas 1951–1960 y 1970–2014) | Parámetros climáticos promedio de Gobernador Gregores (extremas 1951–1960 y 1970–2014) | Parámetros climáticos promedio de Gobernador Gregores (extremas 1951–1960 y 1970–2014) | Parámetros climáticos promedio de Gobernador Gregores (extremas 1951–1960 y 1970–2014) | Parámetros climáticos promedio de Gobernador Gregores (extremas 1951–1960 y 1970–2014) | Parámetros climáticos promedio de Gobernador Gregores (extremas 1951–1960 y 1970–2014) | Parámetros climáticos promedio de Gobernador Gregores (extremas 1951–1960 y 1970–2014) | Parámetros climáticos promedio de Gobernador Gregores (extremas 1951–1960 y 1970–2014) | Parámetros climáticos promedio de Gobernador Gregores (extremas 1951–1960 y 1970–2014) |
| Mes | Ene.                                                                                   | Feb.                                                                                   | Mar.                                                                                   | Abr.                                                                                   | May.                                                                                   | Jun.                                                                                   | Jul.                                                                                   | Ago.                                                                                   | Sep.                                                                                   | Oct.                                                                                   | Nov.                                                                                   | Dic.                                                                                   | Anual                                                                                  |
| --- | -------------------------------------------------------------------------------------- | -------------------------------------------------------------------------------------- | -------------------------------------------------------------------------------------- | -------------------------------------------------------------------------------------- | -------------------------------------------------------------------------------------- | -------------------------------------------------------------------------------------- | -------------------------------------------------------------------------------------- | -------------------------------------------------------------------------------------- | -------------------------------------------------------------------------------------- | -------------------------------------------------------------------------------------- | -------------------------------------------------------------------------------------- | -------------------------------------------------------------------------------------- | -------------------------------------------------------------------------------------- |
| Temp. máx. abs. (°C) | 38.5                                                                                   | 36.0                                                                                   | 35.0                                                                                   | 26.2                                                                                   | 19.6                                                                                   | 17.7                                                                                   | 17.0                                                                                   | 21.4                                                                                   | 26.2                                                                                   | 29.2                                                                                   | 31.5                                                                                   | 35.7                                                                                   | 38.5                                                                                   |
| Temp. máx. media (°C) | 20.5                                                                                   | 20.8                                                                                   | 18.6                                                                                   | 14.6                                                                                   | 9.0                                                                                    | 5.6                                                                                    | 5.1                                                                                    | 7.7                                                                                    | 11.8                                                                                   | 15.7                                                                                   | 18.7                                                                                   | 20.6                                                                                   | 14.1                                                                                   |
| Temp. media (°C) | 14.1                                                                                   | 14.5                                                                                   | 12.3                                                                                   | 9.0                                                                                    | 4.5                                                                                    | 0.8                                                                                    | 1.1                                                                                    | 3.4                                                                                    | 6.4                                                                                    | 9.4                                                                                    | 12.3                                                                                   | 14.2                                                                                   | 8.5                                                                                    |
| Temp. mín. media (°C) | 8.6                                                                                    | 8.3                                                                                    | 6.4                                                                                    | 3.8                                                                                    | 0.0                                                                                    | -3.5                                                                                   | -3.0                                                                                   | -1.2                                                                                   | 1.1                                                                                    | 3.5                                                                                    | 5.8                                                                                    | 7.5                                                                                    | 3.1                                                                                    |
| Temp. mín. abs. (°C) | 0.0                                                                                    | -0.8                                                                                   | -4.0                                                                                   | -9.4                                                                                   | -16.7                                                                                  | -17.2                                                                                  | -18.5                                                                                  | -22.4                                                                                  | -10.6                                                                                  | -7.4                                                                                   | -5.8                                                                                   | -3.8                                                                                   | -22.4                                                                                  |
| Precipitación total (mm) | 28.5                                                                                   | 17.5                                                                                   | 13.0                                                                                   | 9.0                                                                                    | 24.0                                                                                   | 15.5                                                                                   | 17.0                                                                                   | 10.5                                                                                   | 10.5                                                                                   | 14.5                                                                                   | 10.5                                                                                   | 14.5                                                                                   | 185.0                                                                                  |
| Días de precipitaciones (≥ 0.1 mm)                                                                                                   | 4                                                                                      | 5                                                                                      | 4                                                                                      | 4                                                                                      | 5                                                                                      | 7                                                                                      | 5                                                                                      | 4                                                                                      | 5                                                                                      | 3                                                                                      | 4                                                                                      | 5                                                                                      | 55                                                                                     |
| Horas de sol | 238.7                                                                                  | 209.1                                                                                  | 167.4                                                                                  | 147.0                                                                                  | 127.1                                                                                  | 102.0                                                                                  | 102.3                                                                                  | 139.5                                                                                  | 123.0                                                                                  | 182.9                                                                                  | 222.0                                                                                  | 229.4                                                                                  | 1990.4                                                                                 |
| Humedad relativa (%) | 45.0                                                                                   | 44.0                                                                                   | 47.5                                                                                   | 52.0                                                                                   | 65.0                                                                                   | 71.0                                                                                   | 71.0                                                                                   | 62.0                                                                                   | 52.5                                                                                   | 47.5                                                                                   | 40.5                                                                                   | 42.0                                                                                   | 53.3                                                                                   |
| Fuente n.º 1: Secretaría de Minería (normales y extremas, 1951–1960 y 1971–1980) Oficina de Riesgo Agropecuario (extremas 1970–2014) |                                                                                        |                                                                                        |                                                                                        |                                                                                        |                                                                                        |                                                                                        |                                                                                        |                                                                                        |                                                                                        |                                                                                        |                                                                                        |                                                                                        |                                                                                        |
| Fuente n.º 2: Servicio Meteorológico Nacional (días de precipitación 1961–1990)                                                      |                                                                                        |                                                                                        |                                                                                        |                                                                                        |                                                                                        |                                                                                        |                                                                                        |                                                                                        |                                                                                        |                                                                                        |                                                                                        |                                                                                        |                                                                                        |

## Demografía
- Población en 1991: 1 847 habitantes
- Población en 2001: 2 519 habitantes
- Población en 2010: 4 497  habitantes,[4] de los cuales 2 001 son mujeres y 2 496 son varones.
- El censo 2022 reveló 5 343 habitantes y 2 062 viviendas.[5]

| Gráfica de evolución demográfica de Gobernador Gregores entre 1920 y 2022       |
|                                                                                 |
| Fuente del Censo de Territorios Nacionales (1920) y Censos Nacionales del INDEC |

## Fiesta Provincial del Dulce Casero
Organizada por la Asociación de Pequeños Productores Agropecuarios en conjunto con la Dirección de Cultura, de la que participaron artesanos del Paseo Productivo de Río Gallegos y de distintas localidades de la provincia. Con el objeto de incentivar la elaboración regional de dulces, jaleas y mermeladas, se organizó un concurso de mermelada de guindas y jalea de calafate, del cual participaron seis productores locales, uno de Río Gallegos y dos de Los Antiguos. Las muestras eran evaluadas por un jurado conformado por técnicos, evaluando sabor, aroma, brillo, contenido de azúcar y punto final.

## Radio Nacional
- LRA59 Radio Nacional Gobernador Gregores, 720 kHz

## Educación
Entre los establecimientos educativos se puede mencionar la Escuela Agropecuaria Provincial N.º 1, Escuela Primaria N.º 18, Jardín de infantes N.º 7 María Montessori y Escuela Secundaria N.º 21 José Font.

## Parroquias de la Iglesia católica en Gobernador Gregores
| Diócesis  | Río Gallegos             |
| --------- | ------------------------ |
| Parroquia | Nuestra Señora de Fátima |